# Collegio elettorale di Lauria (Camera dei deputati)
Il collegio di Lauria fu un collegio elettorale uninominale della Repubblica Italiana per l'elezione della Camera dei deputati. Apparteneva alla circoscrizione Basilicata e fu utilizzato per eleggere un deputato nella XII, XIII e XIV legislatura.
Venne istituito nel 1993 con la cosiddetta Legge Mattarella (Legge n. 277, Nuove norme per l'elezione della Camera dei deputati), attuata in seguito al referendum abrogativo del 1993. La legge istituì per la Camera dei deputati e per il Senato della Repubblica un sistema di elezione misto, in parte maggioritario e in parte proporzionale. Il 75% dei parlamentari dell'assemblea veniva eletto in collegi uninominali tramite sistema maggioritario a turno unico; il restante 25% alla Camera veniva eletto tramite sistema proporzionale con liste bloccate.
Il collegio venne abolito insieme a tutti gli altri che costituivano la Camera con la promulgazione della legge elettorale successiva, la cosiddetta Legge Calderoli. Questa prevedeva un sistema proporzionale con premio di maggioranza, che alla Camera veniva attribuito a livello nazionale.

## Territorio
Il collegio di Lauria era uno dei 5 collegi uninominali in cui era suddivisa la Basilicata e, come previsto dal D.Lgs. del 20 dicembre 1993 n. 536, era interamente compreso nella provincia di Potenza e comprendeva i seguenti comuni: Armento, Brienza, Calvello, Castelluccio Inferiore, Castelluccio Superiore, Castelsaraceno, Corleto Perticara, Episcopia, Gallicchio, Grumento Nova, Guardia Perticara, Lagonegro, Latronico, Laurenzana, Lauria, Maratea, Marsico Nuovo, Marsicovetere, Missanello, Moliterno, Montemurro, Nemoli, Paterno, Rivello, Roccanova, Rotonda, San Chirico Raparo, San Martino d'Agri, Sant'Arcangelo, Sarconi, Sasso di Castalda, Satriano di Lucania, Spinoso, Tramutola, Trecchina, Viggianello e Viggiano.

## Eletti
| Elezione | Elezione | Deputato        | Partito      |
| -------- | -------- | --------------- | ------------ |
|          | 1994     | Valerio Mignone | Progressisti |
|          | 1996     | Gianni Pittella | L'Ulivo (FL) |
|          | 1999 (S) | Antonio Luongo  | L'Ulivo (DS) |
|          | 2001     | Antonio Luongo  | L'Ulivo (DS) |

## Dati elettorali

### XII legislatura

#### Risultati proporzionale
| Coalizioni        | Coalizioni            | Liste                                 | Liste                       | Voti   | %     |
| ----------------- | --------------------- | ------------------------------------- | --------------------------- | ------ | ----- |
|                   | Progressisti          |                                       | Partito Socialista Italiano | 12.350 | 19,55 |
|                   | Progressisti          | Partito Democratico della Sinistra    | 11.207                      | 17,74  |       |
|                   | Progressisti          | Rifondazione Comunista                | 3.642                       | 5,76   |       |
|                   | Progressisti          | Federazione dei Verdi                 | 1.554                       | 2,46   |       |
|                   | Progressisti          | Movimento per la Democrazia - La Rete | 1.109                       | 1,76   |       |
| Totale coalizione | Totale coalizione     | 29.862                                | 47,27                       |        |       |
|                   | Patto per l'Italia    |                                       | Partito Popolare Italiano   | 15.619 | 24,72 |
|                   | Polo del Buon Governo |                                       | Alleanza Nazionale          | 7.897  | 12,50 |
|                   | Polo del Buon Governo | Forza Italia                          | 7.008                       | 11,09  |       |
| Totale coalizione | Totale coalizione     | 14.905                                | 23,59                       |        |       |
|                   | Socialdemocrazia      | Socialdemocrazia                      | Socialdemocrazia            | 1.815  | 2,87  |
|                   | Autonomia Socialista  | Autonomia Socialista                  | Autonomia Socialista        | 501    | 0,79  |
|                   | Unione Mediterranea   | Unione Mediterranea                   | Unione Mediterranea         | 255    | 0,40  |
|                   | Insieme per Cambiare  | Insieme per Cambiare                  | Insieme per Cambiare        | 225    | 0,36  |
| Totale            | Totale                | Totale                                | Totale                      | 63.182 |       |

#### Risultati uninominale
|                               | Valerio Mignone ✔️ Eletto | Progressisti                                      | 25 145 | 40,75 |  |  |  |  |  |
|                               | Gabriele Di Mauro         | Patto per l'Italia - Autonomia Socialista         | 18 861 | 30,56 |  |  |  |  |  |
|                               | Arturo Lacava             | Polo del Buon Governo (FI - AN - CCD - UDC - PLD) | 17 704 | 28,69 |  |  |  |  |  |
| Totale                        | Totale                    | Totale                                            | 61 710 | 100   |  |  |  |  |  |
|                               |                           |                                                   |        |       |  |  |  |  |  |
| Fonte: Ministero dell'interno |                           |                                                   |        |       |  |  |  |  |  |

### XIII legislatura

#### Risultati proporzionale
| Coalizioni        | Coalizioni                         | Liste                                     | Liste                              | Voti   | %     |
| ----------------- | ---------------------------------- | ----------------------------------------- | ---------------------------------- | ------ | ----- |
|                   | L'Ulivo                            |                                           | Partito Democratico della Sinistra | 12.170 | 19,73 |
|                   | L'Ulivo                            | Popolari per Prodi (PPI-SVP-PRI-UD-Prodi) | 9.210                              | 14,93  |       |
|                   | L'Ulivo                            | Rinnovamento Italiano                     | 5.174                              | 8,39   |       |
|                   | L'Ulivo                            | Federazione dei Verdi                     | 1.126                              | 1,83   |       |
| Totale coalizione | Totale coalizione                  | 27.680                                    | 44,88                              |        |       |
|                   | Polo per le Libertà                |                                           | Forza Italia                       | 10.945 | 17,74 |
|                   | Polo per le Libertà                | Alleanza Nazionale                        | 8.736                              | 14,16  |       |
|                   | Polo per le Libertà                | CCD-CDU                                   | 5.377                              | 8,72   |       |
| Totale coalizione | Totale coalizione                  | 25.058                                    | 40,62                              |        |       |
|                   | Progressisti                       |                                           | Rifondazione Comunista             | 6.729  | 10,91 |
|                   | Movimento Sociale Fiamma Tricolore | Movimento Sociale Fiamma Tricolore        | Movimento Sociale Fiamma Tricolore | 1.155  | 1,87  |
|                   | Lista Pannella - Sgarbi            | Lista Pannella - Sgarbi                   | Lista Pannella - Sgarbi            | 728    | 1,18  |
|                   | Mani Pulite                        | Mani Pulite                               | Mani Pulite                        | 343    | 0,56  |
| Totale            | Totale                             | Totale                                    | Totale                             | 61.693 |       |

#### Risultati uninominale
|                               | Giovanni Pittella ✔️ Eletto       | L'Ulivo               | 34 089 | 55,62 |  |  |  |  |  |
|                               | Prospero Mario Rosario De Franchi | Polo per le Libertà   | 22 853 | 37,29 |  |  |  |  |  |
|                               | Carmela Cafaro                    | Fiamma Tricolore      | 2 362  | 3,85  |  |  |  |  |  |
|                               | Pasquale Mario Colella            | Lista Pannella-Sgarbi | 1 214  | 1,98  |  |  |  |  |  |
|                               | Pasquale Mario Amendolara         | Mani Pulite           | 768    | 1,25  |  |  |  |  |  |
| Totale                        | Totale                            | Totale                | 61 286 | 100   |  |  |  |  |  |
|                               |                                   |                       |        |       |  |  |  |  |  |
| Fonte: Ministero dell'interno |                                   |                       |        |       |  |  |  |  |  |

### XIII legislatura: elezioni suppletive
|                        | Antonio Luongo    | L'Ulivo il nuovo centrosinistra         | 25 752  | 65,51 |  |  |  |  |
|                        | Francesco Sisinni | Forza Italia - Alleanza Nazionale - CCD | 13 556  | 34,49 |  |  |  |  |
| Totale                 | Totale            | Totale                                  | 39 308  | 100   |  |  |  |  |
|                        |                   |                                         |         |       |  |  |  |  |
| Voti non validi        | Voti non validi   | Voti non validi                         | 5 087   | 11,46 |  |  |  |  |
| Votanti                | Votanti           | Votanti                                 | 44 395  | 37,78 |  |  |  |  |
| Elettori               | Elettori          | Elettori                                | 117 495 |       |  |  |  |  |
| Data: 28 novembre 1999 |                   |                                         |         |       |  |  |  |  |

### XIV legislatura

#### Risultati proporzionale
| Coalizioni        | Coalizioni              | Liste                   | Liste                                 | Voti   | %     |
| ----------------- | ----------------------- | ----------------------- | ------------------------------------- | ------ | ----- |
|                   | L'Ulivo                 |                         | La Margherita (Dem - PPI - RI- UDEUR) | 12.598 | 20,40 |
|                   | L'Ulivo                 | Democratici di Sinistra | 11.553                                | 18,71  |       |
|                   | L'Ulivo                 | Il Girasole (FdV - SDI) | 2.282                                 | 3,69   |       |
|                   | L'Ulivo                 | Comunisti Italiani      | 1.198                                 | 1,94   |       |
| Totale coalizione | Totale coalizione       | 27.631                  | 44,74                                 |        |       |
|                   | Casa delle Libertà      |                         | Forza Italia                          | 16.495 | 26,71 |
|                   | Casa delle Libertà      | Alleanza Nazionale      | 4.949                                 | 8,01   |       |
|                   | Casa delle Libertà      | Nuovo PSI               | 1.145                                 | 1,85   |       |
| Totale coalizione | Totale coalizione       | 22.589                  | 36,57                                 |        |       |
|                   | Democrazia Europea      | Democrazia Europea      | Democrazia Europea                    | 4.078  | 6,60  |
|                   | Rifondazione Comunista  | Rifondazione Comunista  | Rifondazione Comunista                | 3.183  | 5,15  |
|                   | Lista Di Pietro         | Lista Di Pietro         | Lista Di Pietro                       | 2.583  | 4,18  |
|                   | Lista Pannella - Bonino | Lista Pannella - Bonino | Lista Pannella - Bonino               | 1.004  | 1,63  |
|                   | Fiamma Tricolore        | Fiamma Tricolore        | Fiamma Tricolore                      | 511    | 0,83  |
|                   | Paese Nuovo             | Paese Nuovo             | Paese Nuovo                           | 118    | 0,19  |
|                   | Abolizione scorporo     | Abolizione scorporo     | Abolizione scorporo                   | 65     | 0,11  |
| Totale            | Totale                  | Totale                  | Totale                                | 61.762 |       |

#### Risultati uninominale
|                               | Antonio Luongo ✔️ Eletto | L'Ulivo            | 29 521 | 46,74 |  |  |  |  |  |
|                               | Antonio Vozzi            | Casa delle Libertà | 21 970 | 34,78 |  |  |  |  |  |
|                               | Nicola Pisano            | Democrazia Europea | 6 878  | 10,89 |  |  |  |  |  |
|                               | Nunziante Capaldo        | Lista Di Pietro    | 3 615  | 5,72  |  |  |  |  |  |
|                               | Maurizio Bolognetti      | Lista Emma Bonino  | 1 176  | 1,86  |  |  |  |  |  |
| Totale                        | Totale                   | Totale             | 63 160 | 100   |  |  |  |  |  |
|                               |                          |                    |        |       |  |  |  |  |  |
| Fonte: Ministero dell'interno |                          |                    |        |       |  |  |  |  |  |